# Aartsbisdom Kamerijk
Het aartsbisdom Kamerijk (Latijn: archidioecesis Cameracensis, Frans: l'archidiocèse de Cambrai) is een katholiek aartsbisdom in het noorden van Frankrijk. Aanvankelijk was het een "gewoon" bisdom (het bisdom Kamerijk, in het Latijn dioecesis Nerviorum). In 1559 werd dit bisdom verheven tot aartsbisdom, met een korte onderbreking van 1789 tot 1841. Sinds 2008 is het ondergeschikt aan het metropolitane aartsbisdom Rijsel.
In vroegere tijden was het (aarts)bisdom driemaal groter, maar doorheen de geschiedenis zijn grote delen overgegaan op omringende bisdommen. Op deze manier gingen plaatsen verloren zoals Arras en Douai (1094), Brussel en Antwerpen (1559), Bergen (1801) en Rijsel (1913). Tegenwoordig valt het aartsbisdom samen met de arrondissementen Cambrai, Douai, Valenciennes en Avesnes.

## Bisdom Kamerijk (±570–1559)
Oorspronkelijk was de bisschopszetel gevestigd in Arras (het bisdom Atrecht). Door missiewerk breidde het bisdom snel uit, vooral richting Henegouwen. Daarom besloot Vedulfus, bisschop van ±545 tot ±580, de bisschopszetel te verplaatsen naar het centraler gelegen Kamerijk.
Bij de verdeling van het hertogdom van Dentelinus, omstreeks 650, werd de bisschop begiftigd met een gouw rond zijn hoofdplaats: de pagus Cameracensis, die zich later zou ontwikkelen tot Kamerijk en het Kamerijkse. Over dit landje bezat hij, naast de kerkelijke macht, dus ook de wereldlijke macht.
In de 7e en 8e eeuw richtte de kerstening vanuit Kamerijk zich op het gebied waarin Aalst, Brussel, Mechelen, Antwerpen en Turnhout zouden ontstaan. Het bisdom had nu zijn grootste omvang bereikt. Vanaf het jaar 1000 liet de bisschop zich bijstaan door een zevental dekens, later verheven tot aartsdiakens. Aangenomen wordt dat de zeven (aarts)dekenaten gestoeld waren op de politieke entiteiten van dat moment.
1. Kamerijk: Kamerijk en het Kamerijkse
2. Atrecht: het graafschap Artesië in zijn toenmalige omvang
3. Douai: de Oosterbant
4. Valenciennes: het markgraafschap Valencijn
5. Bergen: het graafschap Bergen
6. Brabant: de vier deelgraafschappen van de Brabantgouw; in 1272 werd dit aartsdekenaat in tweeën gedeeld
7. Antwerpen: het Land van Rijen

Om beter op te treden tegen usurpaties, in het bijzonder door de graven van Vlaanderen, wenste de Kerk twee bisschoppen in het gebied. Daarom benoemde paus Urbanus II één bisschop voor Atrecht en Douai, een andere bisschop voor het restant van Kamerijk (1094). Keizer Hendrik IV vond dat hij geraadpleegd had moeten worden over zo'n tweedeling. Hij betwistte de aanstellingen, en duidde ene Walcher aan voor het geheel. Dit resulteerde in het "schisma van Kamerijk". Uiteindelijk trok Walcher zich terug bij het aantreden van bisschop Odo (1105).

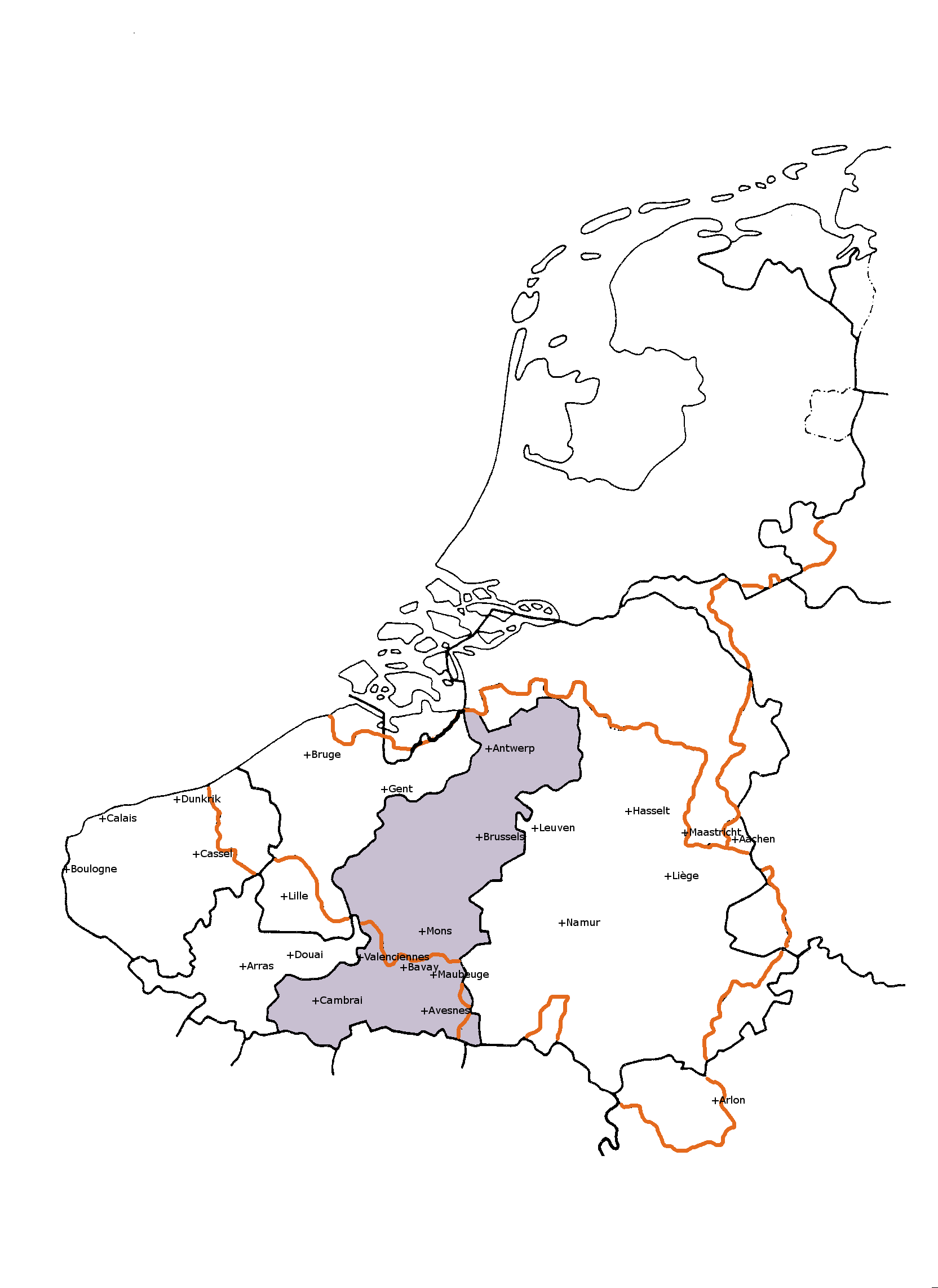
Het bisdom Kamerijk van 1094 tot 1559
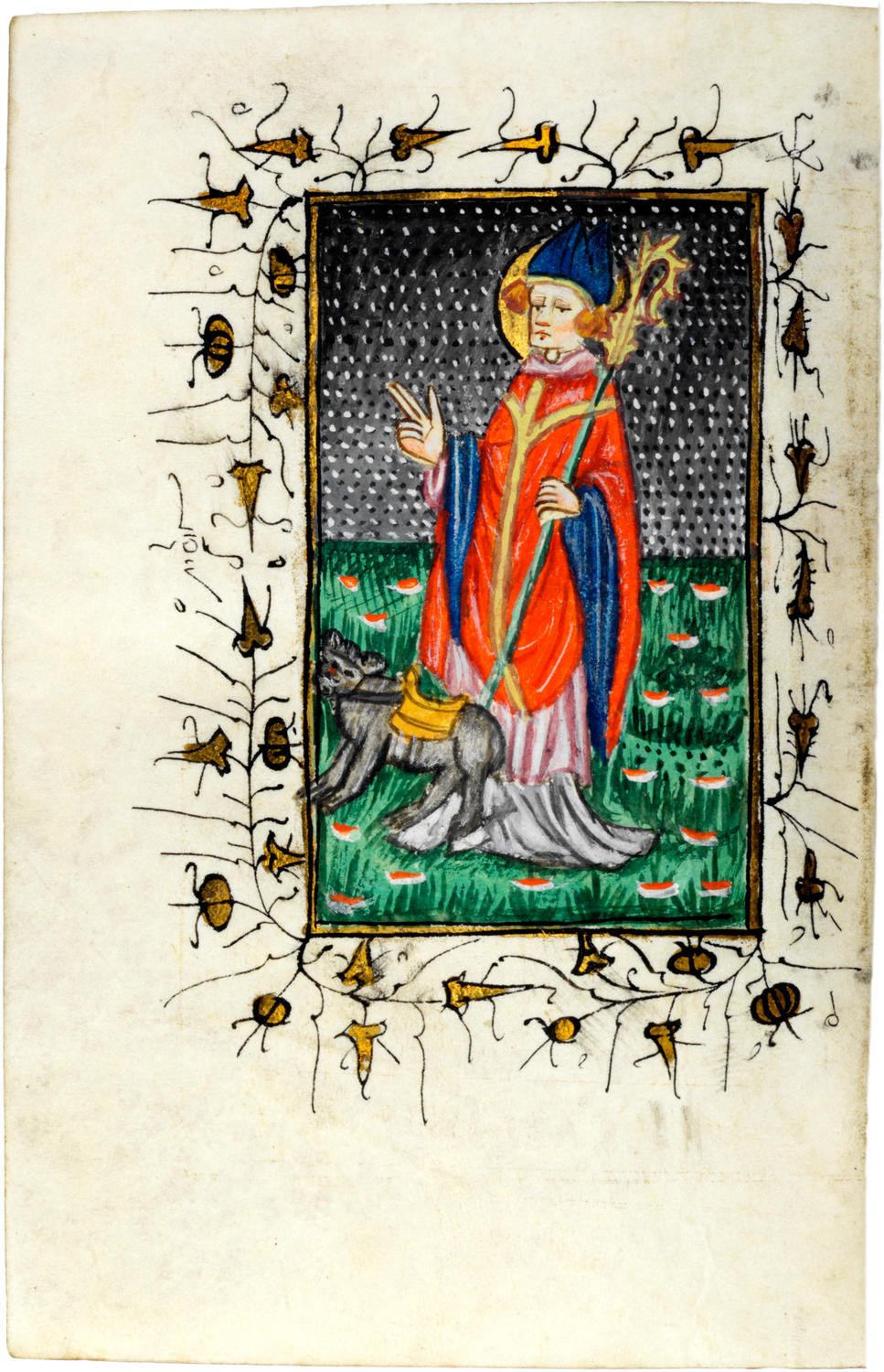
Gorik van Kamerijk, een van de beschermheiligen van Brussel
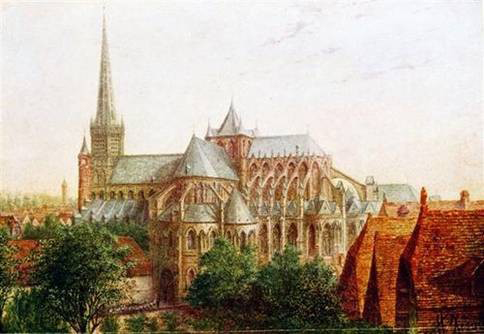
De verdwenen Onze-Lieve-Vrouwekathedraal

## Aartsbisdom Kamerijk (1559–heden)
De bul Super universas (1559) verplichtte Kamerijk zijn Nederlandstalige gebieden af te staan. Tegelijkertijd moest het bisdom Luik al zijn gebieden in de Spaanse Nederlanden afstaan. Uit de afgestane delen werden nieuwe bisdommen zoals Brussel-Mechelen en Antwerpen gevormd. Om een einde te maken aan de "buitenlandse" invloed van het aartsbisdom Reims en het aartsbisdom Keulen werden twee plaatselijke bisdommen verheven tot aartsbisdom: Kamerijk voor de Franstalige bisdommen, Brussel-Mechelen voor de Nederlandstalige bisdommen.
Tijdens de Hollandse Oorlog kwam de bisschopszetel onder controle van het koninkrijk Frankrijk (1677). Honderd jaar nadien brak de Franse Revolutie uit. Het aartsbisdom werd afgeschaft, de Onze-Lieve-Vrouwekathedraal werd gesloopt. Het Concordaat van 1801 voorzag in een nieuw "bisdom Kamerijk", dat overeenkwam met het Noorderdepartement. De belangrijkste implicatie was de overdracht van Bergen aan het bisdom Doornik, dat op zijn beurt Rijsel afstond aan Kamerijk. De bisschoppelijke instanties werden gevestigd in de voormalige abdij van O.L.V. van Genade.
In 1841 herkreeg Kamerijk zijn statuut als aartsbisdom. Het bisdom Atrecht werd eraan toegewezen als een suffragaan bisdom. Binnen beide bisdommen groeide echter Rijsel uit tot de belangrijkste stad. Daarom werd ook deze stad verheven tot hoofdplaats van een bisdom: het bisdom Rijsel (1913). Hierbij verloor Kamerijk de arrondissementen Rijsel en Duinkerke. Kamerijk bleef overkoepelend boven Atrecht en Rijsel. In 2008 kwam het bisdom Rijsel bovenaan te staan, door zijn verheffing tot een "metropolitaan aartsbisdom".

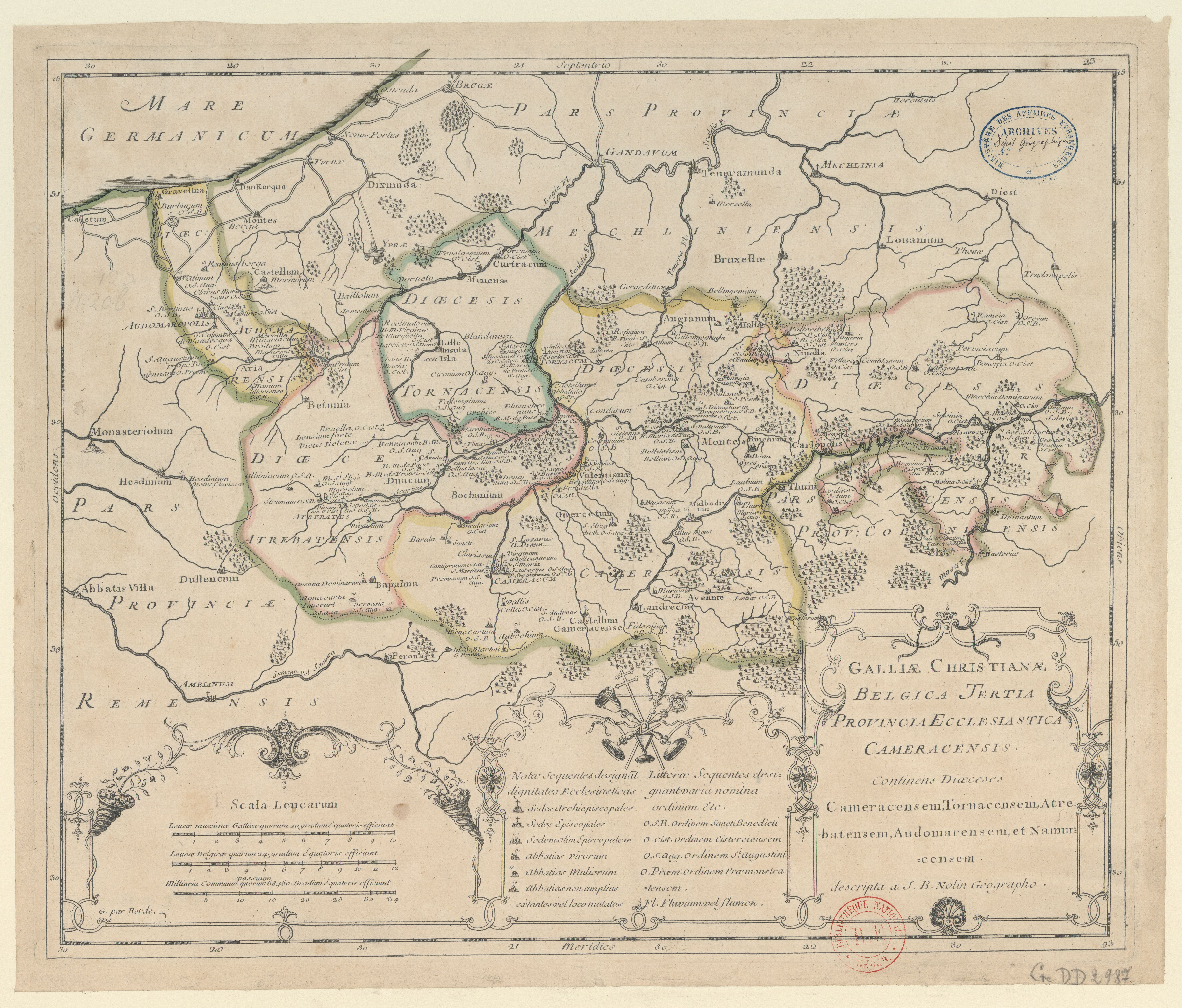
Het aartsbisdom Kamerijk en zijn suffragane bisdommen van 1559 tot 1789
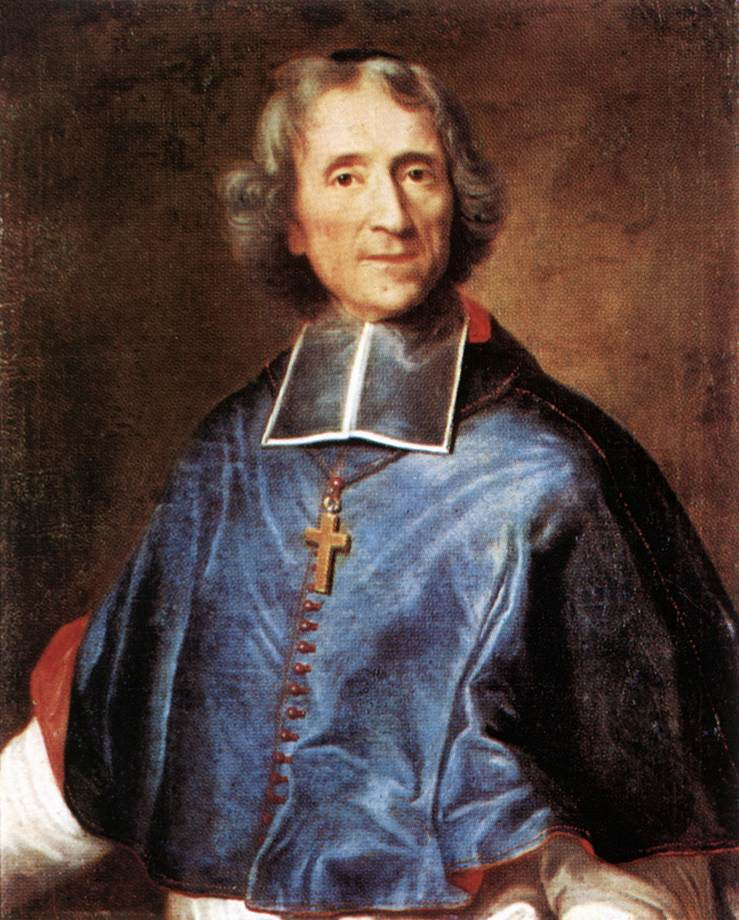
François Fénelon, aartsbisschop omstreeks 1700
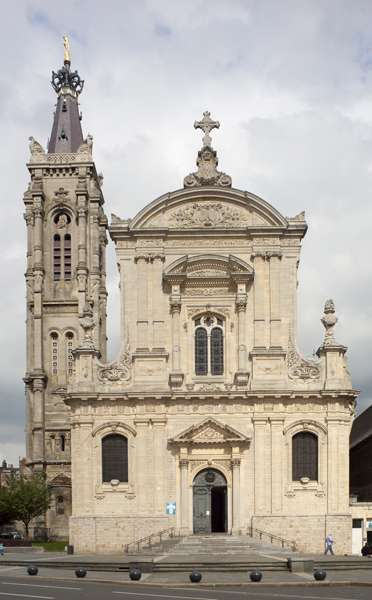
De Kathedraal Onze-Lieve-Vrouw van Genade

## Priesters en gelovigen
In 2000 werd François Garnier, tot dan bisschop van het bisdom Luçon, benoemd tot aartsbisschop van Kamerijk. Volgens de meest recente statistieken (2021) wonen in het aartsbisdom 916.000 gedoopte katholieken, hetzij 90,5% van de bevolking. Het aartsbisdom telde 135 pastoors en 47 diakens, verspreid over 50 parochies.